# Chianni
Chianni est une commune de la province de Pise, dans la région Toscane, en Italie.

## Économie
Production d'huile d'olive, vin, tourisme.

### Fêtes, foires
La sagra del cinghiale.

## Culture

### Jumelages
- Forcalqueiret (France)[2].

Roquefort La Bédoule

## Administration
| Période                                  | Période  | Identité          | Étiquette       | Qualité |
| ---------------------------------------- | -------- | ----------------- | --------------- | ------- |
| 14 juin 2004                             | En cours | Francesca Mancini | Centro-Sinistra |         |
| Les données manquantes sont à compléter. |          |                   |                 |         |

### Hameaux
Rivalto, Garetto, La Pescaia, La Fornace, La Pieve, I Guelfi, Sassi Bianchi.

### Communes limitrophes
Casciana Terme, Castellina Marittima, Lajatico, Riparbella, Santa Luce, Terricciola.